# Ringvej (Rødekro)
 For alternative betydninger, se Ringvej (flertydig). (Se også artikler, som begynder med Ringvej)
 Ringvej  er en to sporet ringvej der går syd om Rødekro.
Vejen er med til at lede trafikken syd om Rødekro Centrum, så byen ikke bliver belastet af for meget gennemkørende trafik.
Vejen forbinder Ribevej i nord med Stenagervej i vest, og har forbindelse til Østergade, Norgevej, Trondhjemsvej, Hærvejen hvor der er forbindelse til Bolderslev. Den passere derefter Nr. Ønlevvej og ender til sidst i Stenagervej.